# فرخنده‌های خیزران
فرخنده‌های خیزران (نام علمی: Haplospiza) نام یک سرده از تیره زردپره‌ایان است.

## گونه‌ها
- سهره توسی Haplospiza rustica
- سهره یک‌ریخت Haplospiza unicolor